# ポルトガル語入門
ポルトガル語入門  は、NHKラジオ第2放送で放送されている、NHK語学番組のひとつ。ブラジルポルトガル語を教えている。
他の語学講座と違い週に1度しか放送されていない。
現在の講師は福嶋伸洋（共立女子大学講師）である。

## 放送時間
2023年4月時点
- 午後6時45分〜午後7時00分（土曜日）
- 午後11時30分〜午後11時45分（日曜日）
- 午前8時50分〜午前9時05分（翌週土曜日）
- 午後2時40分〜午後2時55分（翌週土曜日）

## 放送内容・講師・パートナー・放送期間
楽しいブラジルの旅
講師：浜岡究（拓殖大学言語文化研究所講師）
パートナー：モニカ・フラガ
パートナー：ハツムラ・フェルナンド
放送期間： 2011年4月〜9月、2011年10月〜2012年3月、2012年4月〜9月、2012年10月〜2013年3月、2013年4月〜9月、2014年4月〜9月
テーマ曲：クリス・デランノ「Garota de Ipanema」
リオデジャネイロ 夢の日々
講師：福嶋伸洋（共立女子大学講師）
パートナー：エウニッセ・スエナガ
パートナー：ロベルト・マクスウェル
放送期間：2015年4月〜9月、2016年4月〜9月、2016年10月〜2017年3月、2017年4月〜9月、2018年4月〜9月